# Maurizio Laudi
Maurizio Laudi (Torino, 2 marzo 1948 – Torino, 24 settembre 2009) è stato un magistrato italiano e giudice sportivo della Lega Nazionale Professionisti dal 1995 al 2007. Fu dedito, assieme a Marcello Maddalena, Giancarlo Caselli e Raffaele Guariniello, soprattutto alla lotta contro il terrorismo degli anni settanta, ricordati come i cosiddetti anni di piombo, e in quella contro le mafie.

## Biografia
Laudi entra in magistratura nel 1974 nel capoluogo subalpino nemmeno trentenne, dopo aver compiuto gli studi presso il Liceo classico statale Vittorio Alfieri di Torino ed all'Università per la facoltà di Giurisprudenza. Verso gli inizi degli anni ottanta, per un breve periodo, è a capo del pool Distrettuale Antimafia, compito che verrà poi ricoperto successivamente da Maddalena e da Caselli. Laudi ricopre il ruolo di Giudice Istruttore, ma ricoprirà negli ultimi anni della sua vita, esperienze da Procuratore Aggiunto a Torino dal 1998 sino al dicembre del 2007, occupandosi anche di eversione e criminalità organizzata non soltanto in questo periodo.
Nel gennaio 2008 Laudi lascia l'incarico di Procuratore Aggiunto di Torino, ricoperto sin dal 1998 e viene trasferito ad Asti, venendo nominato Procuratore della Repubblica grazie alla decisione da parte del plenum del Consiglio superiore della magistratura.
In ambito sportivo, Laudi ricopre quello di vicecapo dell'Ufficio Indagini della FIGC e nel 1995, viene nominato in congiunta dalla Lega Calcio e dalla Federcalcio, giudice Sportivo delle varie competizioni nazionali (quali i campionati di Serie A e Serie B e delle partite di Coppa Italia). Questo compito lo mantiene per ben 12 anni consecutivi, quando viene sostituito nell'ottobre del 2007 dal nuovo Giudice, l'avvocato Gianpaolo Tosel. Sempre in ambito calcistico, ha ricoperto importanti ruoli internazionali, specie all'interno dell'UEFA, essendo componente della Commissione Disciplinare. È stato inoltre professore a contratto di diritto penale dello sport all'Università degli Studi di Torino.
Scompare il 24 settembre 2009 a 61 anni a causa di un infarto.